# Wincenty Cendro
Wincenty Witold Cendro (ur. 5 kwietnia 1895 w Czarnowie Poklasztornym, zm. wiosną 1940 w Katyniu) – major kawalerii Wojska Polskiego, kawaler Orderu Virtuti Militari, ofiara zbrodni katyńskiej.

## Życiorys
Urodził się 5 kwietnia 1895 w Czarnowie Poklasztornym (obecnie Kielce) jako syn Franciszka i Anny z Dąbrowskich (inne źródło podało Skowron). W okresie nauki szkolnej działał w ruchu antyrosyjskim. Od 1905 do 1906 uczestniczył w bojkocie szkoły rosyjskiej (gimnazjum rządowe w Kielcach) i walce o szkołę polską, za co został relegowany. Należał wśród uczniów Szkoły Handlowej tajnej organizacji niepodległościowej w ramach Związku Walki Czynnej. Zdał maturę w II Realnej Państwowej Szkole w Krakowie. Rozpoczął studia agrotechniczne w Kijowie, gdzie od 1913 do 1914 odbył kursy przygotowania wojskowego z ramienia Polskiego Związku Strzeleckiego, którego był członkiem w tym czasie. Ukończył Studium Rolnicze na Uniwersytecie Jagiellońskim w 1914 z tytułem agronoma.
Po wybuchu I wojny światowej przystąpił do 2 szwadronu ułanów Legionu Puławskiego. W Kijowie został absolwentem Konstantynowskiej Szkoły Wojskowej jako chorąży kawalerii. 10 lutego 1915 przystąpił do Dywizjonu Ułanów Polskich (powstałego z Legionu Puławskiego). Brał udział w walkach na froncie ukraińskim w szeregach Brygady Strzelców Polskich w Bobrujsku. Od 1916 służył w armii Imperium Rosyjskiego, w listopadzie 1916 został awansowany do stopnia porucznika, od listopada 1917 był oficerem I Korpusu Polskiego w Rosji gen. Józefa Dowbor-Muśnickiego (tzw. „Dowborczycy”).
Po odzyskaniu przez Polskę niepodległości wstąpił do Wojska Polskiego na przełomie października i listopada 1918. Jako ochotnik rozpoczął służbę w 7 pułku ułanów Lubelskich w garnizonie Mińsk Mazowiecki. Uczestniczył w wojnie polsko-ukraińskiej od połowy grudnia 1918 w grupie operacyjnej „Bug”, został dowódcą kombinowanego szwadronu (złożonego z części 7 pułku ułanów i 1 pułku szwoleżerów). 24 lutego 1919 został odznaczony za udział w obronie Bełżca z 12 lutego. W lipcu 1919 został dowódcą 3 szwadronu 7 p.uł. i w tej funkcji brał udział w wojnie polsko-bolszewickiej 1919–1920. W tym okresie był pięć razy odznaczany za waleczność i odwagę.
Po wojnie nadal służył w 7 p.uł. jako dowódca plutonu, szwadronu i adiutant. Został zweryfikowany do stopnia porucznika kawalerii ze starszeństwem z dniem 1 czerwca 1919. Był oficerem w sztabie VII Brygady Jazdy oraz w sztabie Dowództwa Okręgu Korpusu nr IX w Brześciu. Ukończył kurs doskonalenia dla młodszych oficerów kawalerii w Centralnej Szkole Kawalerii w Grudziądzu (późniejsze Centrum Wyszkolenia Kawalerii). Od 1924 do 1926 służył w 26 pułku ułanów Wielkopolskich. W 1927 ukończył kurs łączności w Zegrzu. Został awansowany do stopnia rotmistrza ze starszeństwem z dniem 1 stycznia 1927. 5 listopada 1928 roku został przydzielony do Dowództwa 9 Samodzielnej Brygady Kawalerii w Baranowiczach na stanowisko oficera sztabu.
Od 15 czerwca do 15 września 1930 roku odbył trzymiesięczną praktykę w 13 pułku artylerii polowej i w 8 pułku piechoty Legionów, a od 15 października do 15 grudnia 1930 roku był słuchaczem Kursu Próbnego przy Wyższej Szkole Wojennej. 5 stycznia 1931 roku został powołany do Wyższej Szkoły Wojennej w Warszawie w charakterze słuchacza dwuletniego Kursu 1930–1932. 1 listopada 1932 roku, po zakończeniu kursu, został przeniesiony do 17 pułku ułanów Wielkopolskich w Lesznie na stanowisko dowódcy III szwadronu. Nie otrzymał dyplomu oficera dyplomowanego. 27 czerwca 1935 roku został awansowany na majora ze starszeństwem z 1 stycznia 1935 roku i 4. lokatą w korpusie oficerów kawalerii. 4 lipca 1935 roku otrzymał przeniesienie do 1 pułku ułanów Krechowieckich w Augustowie na stanowisko dowódcy szwadronu zapasowego w Białymstoku. 2 lipca 1938 roku został drugim zastępcą dowódcy 25 pułku ułanów Wielkopolskich w Prużanie.
Uprawiał jeździectwo, był znawcą koni oraz sędzią podczas zawodów jeździeckim, które odbywały się w pułkach kawalerii.
Po wybuchu II wojny światowej 1939, w okresie kampanii wrześniowej był zastępcą dowódcy 25 p.uł. Brał udział w walkach w szeregach Nowogródzkiej Brygady Kawalerii. Po agresji ZSRR na Polskę z 17 września 1939, brał udział w starciach z sowietami. Po opanowaniu wsi Chlipie sowieci pierwotnie przystali na rokowania i porozumienie, po czym nie dotrzymali słowa i otoczyli III szwadron Polaków i pojmali żołnierzy. Wincenty Cedro został aresztowany przez Sowietów koło Władypola w drodze do granicy z Węgrami. Był przetrzymywany w obozie w Kozielsku. Wiosną 1940 został przetransportowany do Katynia i rozstrzelany przez funkcjonariuszy Obwodowego Zarządu NKWD w Smoleńsku oraz pracowników NKWD przybyłych z Moskwy na mocy decyzji Biura Politycznego KC WKP(b) z 5 marca 1940. Pogrzebano go w bezimiennej mogile zbiorowej, gdzie od 28 lipca 2000 mieści się oficjalnie Polski Cmentarz Wojenny w Katyniu. W miejscu tym prowadzone były ekshumacje i prace archeologiczne. W 1943 jego ciało zidentyfikowano podczas ekshumacji prowadzonych przez Niemców pod numerem 996 (dosł. określony jako Vincenty Cendro). Przy zwłokach Wincentego Cendro zostały odnalezione: legitymacja i krzyż Orderu Virtuti Militari, legitymacja oficerska, karta szczepień 1811, papierośnica z napisem „Warszawa – październik 1932”, monogram CW, książeczka oszczędnościowa PKO, protokół, dekret na nazwisko Symonowicz Władysław 1528 z 1 maja 1935. Figuruje na liście wywózkowej 017/3 z 1940.
Jego żoną była Zofia Stebelska, z którą miał córkę Hannę (ur. 1922) i syna Andrzeja (ur. 1926, żołnierz AK).
Inny oficer 25 pułku ułanów Wielkopolskich, pierwszy zastępca dowódcy ppłk Marian Korczak, także został aresztowany przez sowietów pod Władypolem, także był osadzony w Kozielsku i również został zamordowany w Katyniu.

## Ordery i odznaczenia
- Krzyż Srebrny Orderu Wojskowego Virtuti Militari nr 5778 (4 października 1922)[12][13]
- Krzyż Niepodległości (20 lipca 1932)[14]
- Krzyż Walecznych (dwukrotnie: 1920, 1939)[4]
- Złoty Krzyż Zasługi (25 maja 1939)[15]
- Srebrny Krzyż Zasługi (10 listopada 1928)[16]
- Medal Zwycięstwa („Médaille Interalliée”)

## Upamiętnienie

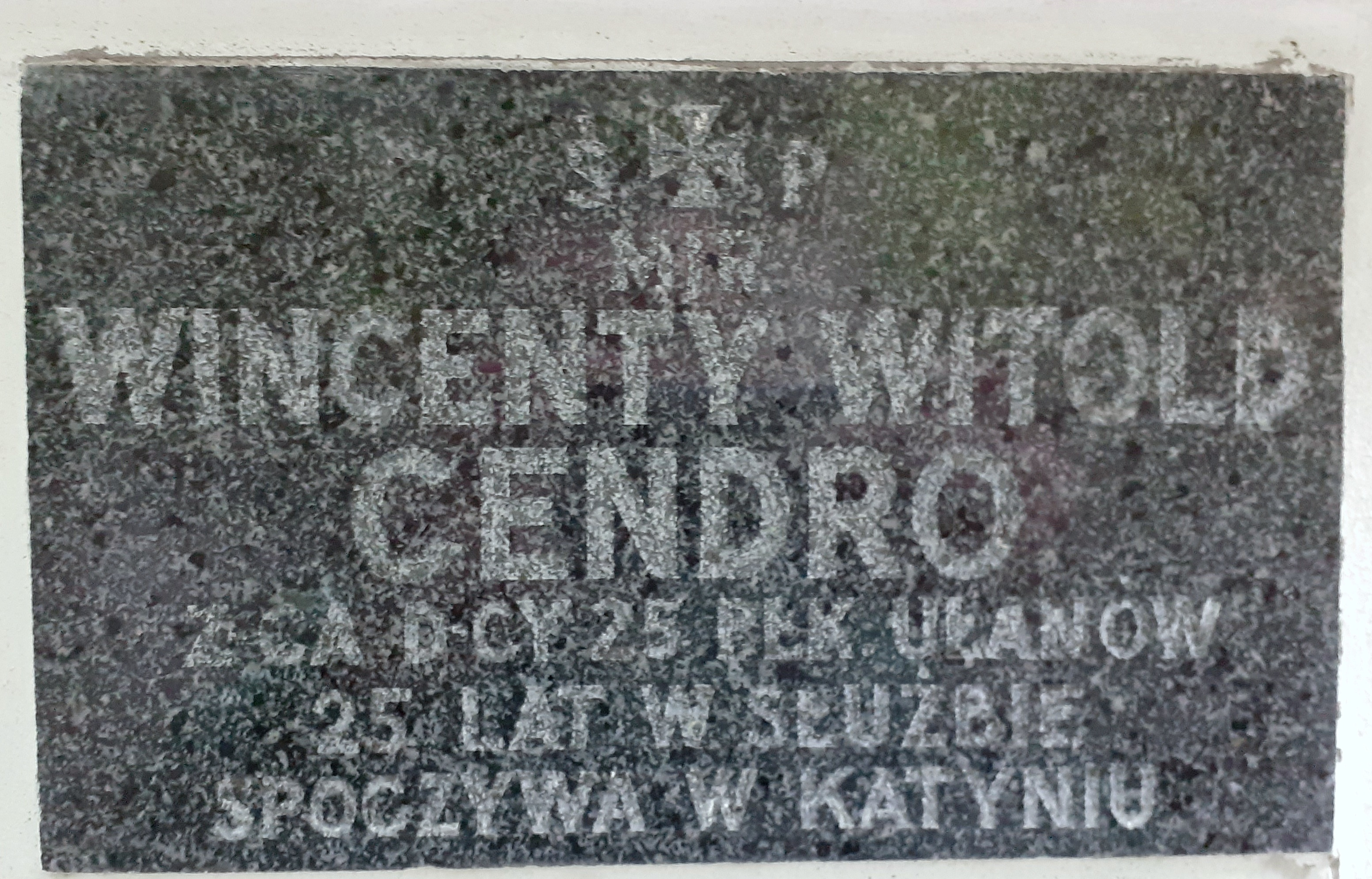
Tabliczka upamiętniająca na ścianie kościoła św. Karola Boromeusza w Warszawie

17 września 1995 w kościele św. Karola Boromeusza na Karczówce w Kielcach została odsłonięta tablicę pamiątkową poświęcona mjr. Wincentemu Cendro.
5 października 2007 roku minister obrony narodowej Aleksander Szczygło mianował go pośmiertnie na stopień podpułkownika. Awans został ogłoszony 9 listopada 2007 roku w Warszawie, w trakcie uroczystości „Katyń Pamiętamy – Uczcijmy Pamięć Bohaterów”.
W ramach akcji „Katyń... pamiętamy” / „Katyń... Ocalić od zapomnienia” 3 listopada 2010 Wincenty Cendro został uhonorowany poprzez zasadzenie Dębu Pamięci przy Szkole Podstawowej nr 3 im. Stanisława Wyspiańskiego w Płońsku.
Jego syn Andrzej wydał publikację pt. Podpułkownik Wincenty Witold Cendro [1895–1940] we wspomnieniach syna.